# Curtitoma fiora
Curtitoma fiora är en snäckart som först beskrevs av Dall 1919.  Curtitoma fiora ingår i släktet Curtitoma och familjen kägelsnäckor. Inga underarter finns listade i Catalogue of Life.